# Us (Original Motion Picture Soundtrack)
Die Musik zum Horror-Thriller Wir (Originaltitel Us) von Jordan Peele wurde von Michael Abels komponiert. Der von Back Lot Music am 15. März 2019 veröffentlichte Soundtrack enthält zudem einige vom Regisseur ausgewählte Musikstücke.

## Entstehung
Die Filmmusik für den Horror-Thriller Wir (Originaltitel US) von Jordan Peele wurde von Michael Abels komponiert, mit dem Peele bereits für Get Out zusammenarbeitete.
Im Film wollen Adelaide und Gabe Wilson gemeinsam mit ihren Kindern Zora und Jason den Sommer in einem Ferienhaus in Nordkalifornien verbringen, in dem Adelaide die Ferien in ihrer Kindheit verbracht hat. Nach einem Tag am Strand von Santa Cruz, wo sie Kitty und Josh Tyler und ihre beiden Töchter Becca und Lindsey getroffen haben, kehren sie abends wieder zurück in ihr Haus. Dort erzählt sie ihrem Mann von den Geschehnissen ihrer Kindheit dort in Santa Cruz und dem damit verbundenen Trauma, das sie ihr Leben lang unterdrückt hat. Plötzlich tauchen einige ungebetene Besucher auf. Vier Gestalten in roten Overalls, die sich an den Händen halten, stehen stumm in ihrer Einfahrt. Die Fremden dringen in ihr Haus ein und stellen sich als Doppelgänger der Familie heraus. Abels und Peele hatten im Vorfeld über das Konzept der Dualität gesprochen und über Dinge, die in einem Kontext nebeneinander gestellt werden könnten, in dem sie normalerweise nicht gemeinsam zu hören sind, erklärte Abels. So nutzte Abels bei seiner Arbeit neben Streichern und Perkussion auch ein osteuropäisches Instrument, das Cimbalom, das eine „quangartigen Sound“ macht, wenn die Klöppel auf die Saiten treffen. Beim Experimentieren mit einer Geige gepaart, seien so sehr unähnliche Klängen aufeinander getroffen. Das Ergebnis wurde der Klang für Umbrea, den bösen Doppelgänger von Zora. Die Aufnahme entstand in der Barbra Streisand Scoring Stage von Sony Pictures.
Beteiligt war auch ein 30-köpfiger Chor, von denen ein Drittel Kinder waren. Peeles Motto lautete: „Unschuldiges nehmen und in einen Kontext stellen, in dem sich einem die Nackenhaare aufstellen.“ Peele und er hätten im Film mehrere Male Musik verwendet, die für sich allein noch nett/süß klingt, aber in Kombination mit dem, was auf der Leinwand gezeigt wird, nicht mehr so sehr, so der Filmkomponist. So ist im ersten Track Anthem ein von Perkussion und einem Glockenspiel begleiteter Kinderchor zu hören. Das Musikstück nimmt an Intensität zu und sollte so wie eine „Vorbereitung auf den Kampf“ klingen, erklärte Abels. „Die Stimmen sind keine Sprache, es sind unsinnige Silben, also konzentrierst du dich mehr auf ihr Gefühl und die Musik. [...] Es war wichtig, dass sie sich wie keiner bekannten Kultur zugehörig anhörten.“ Bereits für den Film Get Out von Jordan Peele hatte Abels mit Sikiliza Kwa Wahenga ein Musikstück eingefügt, das für den durchschnittlichen Zuschauer nicht verständlich ist.
Als sechster Track ist I Got 5 on It in seiner Originalversion auf dem Album enthalten und damit auch Club Nouveaus Why You Treat Me So Bad?, das in den Song gesampelt wurde. Zu Beginn des Films sitzen die Wilsons im Auto, und das Lied kommt im Radio. Die Familie führt eine Diskussion darüber, was der Song bedeutet. „Es geht um Drogen“, sagt Zora zu ihrem jüngeren Bruder Jason. „Es geht nicht um Drogen. Keine Drogen“, sagt Gabe den Kindern. Als letztes ist der Song I Got 5 on It auf dem Album in einem Remix enthalten, zu dem Orchesterklänge hinzugefügt wurden, um ihn in Abels Partitur zu integrieren. In dieser Version war I Got 5 on It auch in einem ersten Trailer zum Film enthalten, der im Dezember 2018 veröffentlicht wurde. Die Idee, das Lied zu verwenden, war für Peele naheliegend, da sein Film in Nordkalifornien spielt und I Got 5 on It ein Hip-Hop-Klassiker aus der Bay-Region war: „Ich habe das Gefühl, dass der Beat in diesem Song diese kryptische Energie besitzt, die fast an den Soundtrack zu Nightmare on Elm Street erinnert.“
Für das gegen Ende auf dem Soundtrack enthaltene Stück Pas De Deux bediente sich Abels bei Pjotr Iljitsch Tschaikowskis Pas de deux aus Der Nussknacker, das die Inspiration für die epische Endschlacht im Film war. Pas de deux, was aus dem Französischen so viel wie „Schritte/Tanz zu Zweit“ bedeutet, bezeichnet ein Duett und ist häufig der Höhepunkt eines Balletts. Abels bettete auch hier I Got 5 on It ein, verlangsamte den vertrauten Beat und fügte die unverzichtbaren Violinen hinzu, wodurch sich die Spannung zu einem Crescendo von schrillen, diskordanten Klängen aufbaut, so Piya Sinha-Roy von Entertainment Weekly. Das Stück ist Red zugeordnet, der Doppelgängerin von Adelaide. Als letztes Stück des Albums ist I Got 5 on It fast gänzlich in dieser Machart enthalten.

## Veröffentlichung
Der Soundtrack, der insgesamt 35 Musikstücke umfasst, darunter auch I Got 5 on It vom Rap-Duo Luniz, wurde am 15. März 2019 von Back Lot Music als Download veröffentlicht.

## Titelliste
1. Anthem (2:57)
2. I Like That – Janelle Monáe (3:22)
3. Outernet (0:46)
4. Spider (1:17)
5. Ballet Memory (1:11)
6. I Got 5 on It (feat. Michael Marshall) – Luniz (4:15)
7. Beach Walk (1:23)
8. First Man Standing (0:44)
9. Back to the House (1:10)
10. Keep You Safe (1:36)
11. Don’t Feel Like Myself (2:00)
12. She Tried to Kill Me (1:46)
13. Boogieman’s Family (1:25)
14. Home Invasion (4:11)
15. Once Upon a Time (2:59)
16. Run (4:39)
17. Into the Water (2:23)
18. Spark in the Closet (2:58)
19. Escape to the Boat (1:18)
20. Femme Fatale (2:13)
21. Silent Scream (1:24)
22. News Report (2:02)
23. Zora Drives (1:42)
24. Death of Umbrae (0:55)
25. Somber Ride (1:07)
26. Immolation (1:40)
27. Down the Rabbit Hole (2:34)
28. Performance Art (1:20)
29. Human (4:03)
30. Battle Plan (0:59)
31. Pas De Deux (2:51)
32. They Can’t Hurt You (1:45)
33. Finale (3:05)
34. Les Fleurs – Minnie Riperton (3:16)
35. I Got 5 on It (Tethered Mix from US) (feat. Michael Marshall) – Luniz (1:43)

## Rezeption
Marietta Steinhart von Zeit Online erklärt, der Soundtrack spiegele auch das Nebeneinander von Hoffnung und Hoffnungslosigkeit im Film wider: „Ein völlig unschuldiges Liedchen wird hier plötzlich zu einem schrecklichen Piepton, ein Pfeifen zum rasenden Desolato. Good Vibrations von den Beach Boys wird in einem Moment als Stimmungsaufheller und im nächsten als Todeswalzer gespielt.“ Jordan Peele und sein Komponist Michael Abels wüssten genau, wie sie ein Gefühl der Angst erzeugen, so Steinhart weiter.
Daniel Kothenschulte schreibt in der Frankfurter Rundschau, ebenso ungewöhnlich wie der Film sei Abels' Musik. Statt verweisträchtigen Popsongs oder einer effektheischenden Musik habe man sich für eine hochseriöse, von der Minimal Music ausgehende Begleitung von leiser Emotionalität entschieden.
Zur Auswahl der weiteren von Regisseur Jordan Peele für Soundtrack ausgewählten Songs, schreibt Matt Miller von Esquire, Janelle Monáes I Like That wirke wie ein Seufzer der Erleichterung. Weiter meint Miller, im Kontext des Films sei es interessant, dass die mit den Menschen in einer Beziehung stehenden Doppelgänger in den USA unter der Erde gelebt haben und dort in den Schatten vergessen wurden, was ein wenig an Michael Marshall selbst erinnere, der gemeinsam mit The Luniz I Got 5 on It schuf.

## Auszeichnungen
Bei der anstehenden Oscarverleihung 2020 befand sich der Film in einer Shortlist in der Kategorie Beste Filmmusik. Im Folgenden eine Auswahl weiterer Auszeichnungen und Nominierungen.
Black Reel Awards 2020
- Nominierung für die Beste Filmmusik (Michael Abels)[15]

Critics’ Choice Movie Awards 2020
- Nominierung für die Beste Filmmusik (Michael Abels)

Hollywood Music in Media Awards 2019
- Auszeichnung für die Beste Filmmusik – Horrorfilm (Michael Abels)[16]

NAACP Image Awards 2020
- Nominierung als Bestes Soundtrack/Compilation Album (Michael Abels)[17]

Online Film Critics Society Awards 2020
- Auszeichnung für die Beste Filmmusik (Michael Abels)[18]

Society of Composers & Lyricists Awards 2020
- Auszeichnung in der Kategorie Original Score for a Studio Film (Michael Abels)[19]

World Soundtrack Academy Awards 2019
- Auszeichnung in der Kategorie Discovery of the Year (Michael Abels)[20]